# 관현악
관현악(管絃樂)은 관악기와 현악기의 연주를 뜻한다. 여러 가지 악기로 이루어진 합주체(合奏體)라고도 부른다. 악단 멤버의 규모는 10명 이상의 적은 인원에서 100명 이상의 인원으로 구성되는 경우도 있으나 보통 25명 이하로 조직된 경우를 챔버 오케스트라(Chamber Orchestra)라고 불러 관현악단과 구별한다.

## 악기 구성
관현악에는 관악기, 현악기, 타악기, 그리고 건반악기 등이 쓰인다. 

## 관악기

### 목관악기
원래는 나무관으로 되어 있는 관악기를 의미했으나, 현대에는 재료가 금속으로 변환된 것도 있다.
- 피콜로
- 플루트
- 오보에
- 잉글리쉬 호른
- 클라리넷
- 바순

### 금관악기
사람의 입술이 리드의 역할을 하고 발음원이 되는 모든 관악기를 말한다.
- 트럼펫
- 트롬본
- 호른
- 튜바

## 현악기
현악기는 서양 현악기와 북한 배합관현악 한정의 해금속 악기와 어은금속 악기로 나뉜다.

#### 서양 현악기
- 바이올린
- 비올라
- 첼로
- 콘트라베이스
- 하프
- 기타

## 타악기

### 음정이 있는 타악기
- 실로폰
- 마림바
- 비브라폰
- 팀파니
- 튜블러벨
- 글로켄슈필

### 음정이 없는 타악기
- 큰북
- 작은북
- 트라이앵글
- 탬버린
- 캐스터네츠
- 탐탐
- 심벌즈

##### 북한배합관현악한정 개량 타악기
- 장구
- 징
- 꽹과리 (북한 부분 배합관현악 한정)

## 건반악기
오케스트라에서 쓰일 때는 보통 협주곡을 연주 시에 사용된다.
- 피아노
- 첼레스타
- 오르간
- 쳄발로
- 클라비코드

## 같이 보기
- 관현악단
- 관현방